# Măru Roșu (okręg Mehedinți)
Măru Roșu – wieś w Rumunii, w okręgu Mehedinți, w gminie Corcova. W 2011 roku liczyła 263 mieszkańców.